# Aux Trois-Quartiers
 Aux Trois-Quartiers, in de volksmond aangeduid als 'Les 3Q', is een voormalig luxueus warenhuis in het 1e arrondissement van Parijs, op de hoek van de Rue Duphot en de Boulevard de la Madeleine. Het warenhuis dat stamde uit de 19e eeuw, werd vernieuwd in de jaren 1990. In de jaren 2010 werd het gebouw gerenoveerd om het uiterlijk van de jaren 1930 terug te krijgen. 
Het pand waarin dit luxe warenhuis was gevestigd heet nu 'Le Madeleine' omdat het tegenover de gelijknamige kerk La Madeleine is gelegen. Anno 2022 herbergt het gebouw kantoren en een winkelcentrum met dezelfde naam.

## Geschiedenis

Poster "Wintermode 6 oktober 1913"

Charles-Armand Gallois en Marguerite Augustine Gignoux die gingen trouwen op 18 augustus 1827, woonden een toneelstuk bij genaamd Les Trois Quartiers  Dit stuk was een komedie in drie bedrijven van Louis-Benoît Picard en Édouard-Joseph-Ennemond Mazères, die in première ging op 31 mei 1827 in de Comédie-Française. Het gaat over drie jonge meisjes die bevriend zijn en gaan trouwen uit drie verschillende wijken van Parijs die de handel, financiën en adel verbeelden.
Beïnvloed door de titel van het stuk, richtte het echtpaar de winkel Aux Trois-Quartiers op, gespecialiseerd in luxe kleding. Tot 1855 vonden er verschillende uitbreidingen plaats om uiteindelijk een warenhuis te worden zoals Le Bon Marché of La Samaritaine. In 1897 werd een nieuw gebouw gepresenteerd dat later werd uitgebreid met een nieuwbouw met een moderne gevel gebouwd tussen 1930 en 1932. De uitbreiding, gebouwd in de toen nog in zwang zijnde art-decostijl, werd geopend in mei 1932.
'Les Trois-Quartiers' sloot uiteindelijk zijn deuren in 1989. De winkel was korte tijd in bezit van de Groupe Bouygues. Deze aankoop werd in verband gebracht met een beursoperatie die aan de basis lag van een juridische en financiële affaire genaamd 'L'affaire des Trois-Quartiers' in de vroege jaren 1990.
In dezelfde periode werd het warenhuis herontwikkeld tot een winkelcentrum, en werd het overgenomen door de Japanse verzekeringsmaatschappij Meiji Yasuda Life Insurance en de Britse groep Postel Investment Management, die in 1998 met de verfraaiing begonnen.

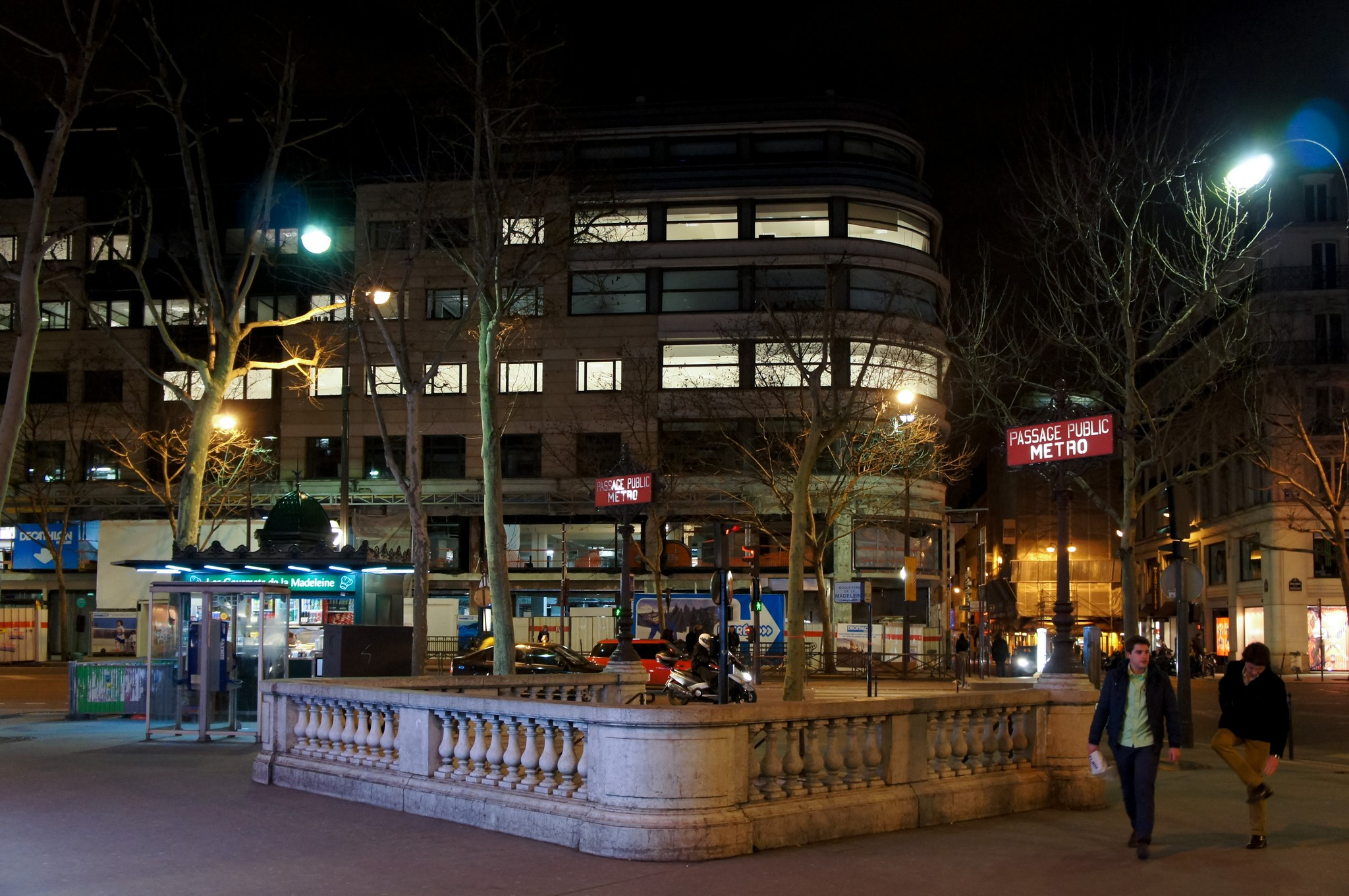
Le Madeleine-gebouw in 2013

De architect, Louis Faure-Dujarric, ontwierp de uitbreiding van de winkel uit 1932. Aan het begin van de jaren 2010 waren de architecten Laurent Goudchaux en Sébastien Segers verantwoordelijk voor het herontwerpen van de buitenarchitectuur die al in de jaren negentig grondig werd gewijzigd door de architect Jean-Jacques Or, waarbij het gebouw al werd omgedoopt tot "Le Madeleine'. Deze nieuwe versie, waarvan de gevel werd herbouwd in Carrara-marmer uit de Campanili-steengroeve en die bestaat uit duizenden fijn geassembleerde stukken, heeft volgens de twee architecten tot doel om "het verouderde gebouw tot leven te brengen" en "de vroegere look en functie meer in lijn te brengen met de prestigieuze locatie".
Het gebouw van dit voormalige warenhuis werd omgebouwd tot een gebouw voor gemengd gebruik en biedt anno 2022 17.300 m² aan kantoorruimte met eigen ingang en 11.700 m² aan commerciële oppervlakte. In 2019 vestigde IKEA zich in het winkelcentrum.